# Après la guerre (film, 1989)
Pour les articles homonymes, voir Après la guerre.
Pour plus de détails, voir Fiche technique et Distribution.
Après la guerre est un film français réalisé en 1988 par Jean-Loup Hubert et sorti en 1989.

## Synopsis
En France en 1944, la guerre touche à sa fin et un petit village de Haute-Provence attend les libérateurs américains. Au lieu de répéter avec le reste de la fanfare, deux frères, Antoine et Julien, élevés par leur oncle depuis que leur mère se prostitue, et leur copain Gaby préfèrent guetter l'arrivée des Américains, qu'ils annoncent bientôt après avoir aperçu une colonne de blindés. Malheureusement il ne s'agit pas d’Américains mais de troupes allemandes qui battent en retraite. Le maire est abattu parce qu'il avait couru vers les chars d'assaut avec un drapeau américain. Le village fait de violents reproches aux enfants qui, tous les trois, quittent en secret leurs maisons. Les frères veulent se réfugier chez leur mère à Lyon. Sur le chemin, Gaby est surpris en train de voler des œufs par un fermier et il est ramené à la maison par celui-ci. Alors que les frères poursuivent leur voyage, un chien les rejoint, un berger allemand qui est l'animal de service des Allemands. Plus tard, les frères rencontrent Franz, un soldat allemand qui commence par les menacer avec son fusil. L'un des deux est chargé de lui apporter de la nourriture et du vin pendant qu'il tiendra l'autre en otage. Comme Franz a un lumbago et qu'il n'y a pas de médecin à proximité, les frères l'emmènent chez une rebouteuse. Le lendemain, Franz peut marcher à nouveau sans avoir mal, et les trois deviennent ses amis. Les quatre voyageurs arrivent à un village vide de ses habitants et se servent dans un restaurant. Tandis que les enfants dorment Franz va dans les maisons abandonnées pour y voler de l'argent. Le lendemain, il suit le chien qui aboie frénétiquement devant l'église. En entrant dans l'édifice religieux, il y découvre un charnier ː les forces allemandes y ont amassé les habitants du village puis les ont impitoyablement mitraillés. Horrifié, Franz demande à Dieu en criant pourquoi il n'a rien fait pour l’empêcher et a honte d’avoir volé des morts. Au moment où il veut leur rendre cet argent les soldats américains atteignent le village et découvrent Franz et les morts dans l'église. Ils en font sortir Franz et le chien puis celui-ci est abattu pour avoir mordu un soldat au genou quand Franz lui avait saisi le bras. Par la fenêtre les deux frères aperçoivent Franz fusillé par les soldats. Tandis qu’ils pleurent Franz et le chien, ils sont ramenés chez eux par les soldats.

## Fiche technique
- Réalisateur : Jean-Loup Hubert
- Scénario : Jean-Loup Hubert
- Photographie : Claude Lecomte
- Musique : Jürgen Knieper
- Année : 1988
- Durée : 105 minutes
- Genre : drame
- Date de sortie : 26 avril 1989

## Distribution
- Richard Bohringer : Franz-Joseph
- Antoine Hubert : Antoine
- Julien Hubert : Julien
- Martin Lamotte : Victor Toulis
- Isabelle Sadoyan : La Crochue
- Olivier Nembi : Gaby
- Jacques Mathou : Paul Leblau
- Raoul Billerey : Le maire
- Bruno Moynot : Roger Guitton
- Judith Henry : Annie
- Roger Miremont : Le maquisard pressé
- Jean-François Dérec : L'adjudant
- Amélie Gonin : Hélène
- Yveline Ailhaud : Marthe
- Michel Pilorgé : Milicien
- Brigitte Aubry : Femme du milicien
- Pierre Lieutaud : Le chef de la fanfare
- Manon Serve : Josiane
- Marie Pillet
- Jo Doumerg
- Jo Charrier
- Yvonne Gamy
- Claude Henri
- André Combe
- Raoul Vignal
- Nicole Fuentes
- Marjorie Paul
- Renaud Fauvelet
- Arnaud Camproux
- Grégory Couderc
- Jacques Couderc
- Fabien Zanetta
- Jean-Paul Scalas
- Alain Mechetti
- Michel Maraninchi
- Jean-Luc Guyodo
- Jeffrey Kine